# Château de la Marquetterie
Le château de la Marquetterie se situe sur la commune de Pierry, près d'Épernay (département de la Marne, région Grand Est). Il appartient au groupe Taittinger.

## Histoire
La gentilhommière initiale fut bâtie à partir de 1734 par un neveu de l'architecte Gabriel sur commande d'une riche et très ancienne famille de drapiers de la région. Cette famille réussit aussi à acquérir auprès des frères bénédictins le domaine viticole voisin qui fut exploitée par le Frère Oudart, l'un des pères créateurs du champagne. Il s'agissait d'une belle vigne agrippée à flanc de colline qui devint plus tard renommée sous la dénomination de « Les Folies de la Marquetterie ».
Le propriétaire des années d'avant la Révolution française était l'écrivain et philosophe Jacques Cazotte, guillotiné en 1792, qui reçut chez lui Voltaire et André Chénier.
Lors de la Grande Guerre, le domaine se trouvait proche des combats. En septembre 1915, le général Édouard de Castelnau y installa son quartier général depuis lequel il dirigea son offensive victorieuse. Il y fut rejoint par le général Joseph Joffre, futur maréchal de France.
En 1932, Pierre Taittinger fait l'acquisition, auprès de la maison de champagne « Forest-Fourneaux », du château de la Marquetterie qu'il avait découvert lors de la guerre de 14-18 et pour lequel il eut un coup de cœur. C'était alors une propriété du XVIIIe siècle dont les vignobles des coteaux champenois étaient plantés en chardonnay et pinot noir. Cette grande bâtisse allait devenir sa maison familiale où se retrouvaient tous les Taittinger et le centre vinicole, pivot de sa maison de champagne.
À la fin de la Seconde Guerre mondiale, le château fut occupé par une des fanfares de la VIIe armée américaine.